# Matt Mitrione
Matthew Steven Mitrione (Springfield, Illinois; 15 de julio de 1978) es un artista marcial mixto estadounidense que actualmente compite en la categoría de peso pesado en Bellator MMA. Mitrione también apareció en The Ultimate Fighter: Heavyweights.

## Carrera como jugador
Mitrione ha sido jugador profesional de fútbol americano en la National Football League, donde ha jugado para los New York Giants, San Francisco 49ers (en la escuadra de práctica) y Minnesota Vikings.

## Carrera en artes marciales mixtas

### Ultimate Fighting Championship
Mitrione hizo su debut profesional en The Ultimate Fighter 10 Finale donde derrotó a Marcus Jones por nocaut en la segunda ronda.
Mitrione se enfrentó a Kimbo Slice el 8 de mayo de 2010 en UFC 113. Mitrione derrotó a Slice por nocaut técnico tras dominarle toda la pelea.
Su siguiente pelea fue contra Joey Beltrán en UFC 119. Mitrione derrotó a Beltrán por decisión unánime. La actuación de ambos peleadores les valió para obtener el premio a la Pelea de la Noche.
Mitrione se enfrentó a Tim Hague el 22 de enero de 2011 en UFC: Fight for the Troops 2. Mitrione derrotó a Hague por nocaut técnico en la primera ronda.
El 26 de junio de 2011 en UFC Live: Kongo vs. Barry, Mitrione se enfrentó a Christian Morecraft. Mitrione ganó la pelea por nocaut en la segunda ronda.
El 29 de octubre de 2011, Cheick Kongo le daría su primera derrota profesional en UFC 137.
Mitrione se enfrentó a Roy Nelson como reemplazo de Shane Carwin en The Ultimate Fighter 16 Finale. Nelson derrotó a Mitrione por nocaut técnico en la primera ronda.
El 6 de abril de 2013, Mitrione derrotó por nocaut a los 19 segundos a Phil De Fries en UFC on Fuel TV: Mousasi vs. Latifi.
Mitrione se enfrentó a Brendan Schaub el 21 de septiembre de 2013 en UFC 165. Schaub derrotó a Mitrione por sumisión D'arce en la primera ronda.
Mitrione se enfrentó a Shawn Jordan el 1 de marzo de 2014 en UFC Fight Night 37. Mitrione ganó la pelea por nocaut en la primera ronda, ganando así el premio a la Actuación de la Noche.
El 5 de septiembre de 2014, Mitrione se enfrentó a Derrick Lewis en UFC Fight Night 50. Mitrione ganó la pelea por nocaut en 41 segundos.
El 13 de diciembre de 2014, Mitrione se enfrentó a Gabriel Gonzaga en UFC on Fox 13. Mitrione ganó la pelea por nocaut técnico en la primera ronda, ganando así el premio a la Actuación de la Noche.
Mitrione se enfrentó a Ben Rothwell el 6 de junio de 2015 en UFC Fight Night 68. Mitrione perdió la pelea por sumisión en la primera ronda.
Mitrione se enfrentó a Travis Browne el 17 de enero de 2016 en UFC Fight Night 81. Mitrione perdió la pelea por nocaut técnico en la tercera ronda, aunque la pelea estaba atascada en controversia, ya que Mitrione sufrió dos golpes de ojo de Browne durante toda la pelea. Esta fue la última pelea en el contrato de Mitrione y optó por probar el mercado de agencia libre.

### Bellator MMA
El 14 de marzo de 2016, Mitrione anunció que había firmado con Bellator MMA.
Mitrione hizo su debut en la promoción contra Carl Seumanutafa en Bellator 157 el 14 de junio de 2016. Después de ser derribado por una mano derecha de Seumanutafa, Mitrione se recuperó en el suelo y finalmente ganó la pelea por nocaut en la primera ronda.
Mitrione se enfrentó a Oli Thompson tres semanas más tarde, el 16 de julio de 2016, en el Bellator 158. Ganó la pelea a través de TKO en la segunda ronda.
Mitrione se enfrentó a Fedor Emelianenko el 24 de junio de 2017 en Bellator NYC. Ganó la pelea por K.O. en la primera ronda.
Se espera que Mitrione se enfrente a Roy Nelson el 16 de febrero de 2018 en Bellator 194 en los cuartos de final del torneo Bellator Heavyweight World Grand Prix.

## Vida personal
Mitrione tiene dos hijos y una hija con su esposa Tina. Matt también ha sido tackle defensivo del equipo de fútbol de la Universidad de Purdue de 1998 a 2001, junto con Drew Brees, quien también es un buen amigo suyo. Mitrione también es amigo cercano del ting end de la NFL Jeremy Shockey.

### Trabajo social
Mitrione ha estado involucrado con otros peleadores de UFC (Sean Pierson, Mark Hominick y Sam Stout) como parte de un programa en Toronto de anti-bullying.

## Campeonatos y logros
- Ultimate Fighting Championship
  - Actuación de la Noche (Dos veces)
  - Pelea de la Noche (Una vez)

## Registro en artes marciales mixtas
| Resultado     | Récord   | Oponente            | Método                            | Evento                                 | Fecha                    | Ronda | Tiempo | Localización            | Notas                                                                                               |
| ------------- | -------- | ------------------- | --------------------------------- | -------------------------------------- | ------------------------ | ----- | ------ | ----------------------- | --------------------------------------------------------------------------------------------------- |
| Derrota       | 13–9 (1) | Tyrell Fortune      | TKO (sumisión a golpes)           | Bellator 262                           | 16 de julio de 2021      | 1     | 1:45   | Uncasville, Connecticut | |
| Derrota       | 13–8 (1) | Timothy Johnson     | TKO (golpes)                      | Bellator 243                           | 7 de agosto de 2020      | 1     | 3:14   | Uncasville, Connecticut | |
| Derrota       | 13–7 (1) | Sergei Kharitonov   | TKO (golpes)                      | Bellator 225                           | 24 de agosto de 2019     | 2     | 1:24   | Bridgeport, Connecticut | |
| Sin resultado | 13–6 (1) | Sergei Kharitonov   | Sin resultado (patada a la ingle) | Bellator 215                           | 15 de febrero de 2019    | 1     | 0:15   | Uncasville              | Mitrione concectó una patada en la ingle accidentalmente que dejó a Kharitonov sin poder continuar. |
| Derrota       | 13–6     | Ryan Bader          | Decisión (unánime)                | Bellator 207                           | 12 de octubre de 2018    | 3     | 5:00   | Uncasville, Connecticut | Semifinal del Grand Prix de Peso Pesado de Bellator                                                 |
| Victoria      | 13–5     | Roy Nelson          | Decisión (mayoritaria)            | Bellator 194                           | 16 de febrero de 2018    | 3     | 5:00   | Uncasville, Connecticut | Cuartos del final del Grand Prix de Peso Pesado de Bellator                                         |
| Victoria      | 12–5     | Fedor Emelianenko   | KO (golpes)                       | Bellator NYC                           | 24 de junio de 2017      | 1     | 1:14   | New York City, NY       | |
| Victoria      | 11–5     | Oli Thompson        | TKO (golpes)                      | Bellator 158                           | 16 de julio de 2016      | 2     | 4:21   | Londres                 | |
| Victoria      | 10–5     | Carl Seumanutafa    | KO (golpe)                        | Bellator 157                           | 24 de junio de 2016      | 1     | 3:22   | San Luis, Misuri        | |
| Derrota       | 9–5      | Travis Browne       | TKO (golpes)                      | UFC Fight Night: Dillashaw vs. Cruz    | 17 de enero de 2016      | 3     | 4:09   | Boston, Massachusetts   | |
| Derrota       | 9–4      | Ben Rothwell        | Sumisión (gogo choke)             | UFC Fight Night: Boetsch vs. Henderson | 6 de junio de 2015       | 1     | 1:54   | Nueva Orleans, Luisiana | |
| Victoria      | 9–3      | Gabriel Gonzaga     | TKO (golpes)                      | UFC on Fox: dos Santos vs. Miocic      | 13 de diciembre de 2014  | 1     | 1:59   | Phoenix, Arizona        | Actuación de la Noche.                                                                              |
| Victoria      | 8–3      | Derrick Lewis       | TKO (golpes)                      | UFC Fight Night: Souza vs. Mousasi     | 5 de septiembre de 2014  | 1     | 0:41   | Ledyard, Connecticut    | |
| Victoria      | 7–3      | Shawn Jordan        | KO (golpes)                       | UFC Fight Night: Kim vs. Hathaway      | 1 de marzo de 2014       | 1     | 4:59   | Macao                   | Actuación de la Noche.                                                                              |
| Derrota       | 6–3      | Brendan Schaub      | Sumisión técnica (D'arce choke)   | UFC 165                                | 21 de septiembre de 2013 | 1     | 4:06   | Toronto                 | |
| Victoria      | 6–2      | Phil De Fries       | KO (golpes)                       | UFC on Fuel TV: Mousasi vs. Latifi     | 6 de abril de 2013       | 1     | 0:19   | Estocolmo               | |
| Derrota       | 5–2      | Roy Nelson          | TKO (golpes)                      | The Ultimate Fighter 16 Finale         | 15 de diciembre de 2012  | 1     | 2:58   | Las Vegas, Nevada       | |
| Derrota       | 5–1      | Cheick Kongo        | Decisión (unánime)                | UFC 137                                | 29 de octubre de 2011    | 3     | 5:00   | Las Vegas, Nevada       | |
| Victoria      | 5–0      | Christian Morecraft | KO (golpes)                       | UFC Live: Kongo vs. Barry              | 26 de junio de 2011      | 2     | 4:28   | Pittsburgh, Pensilvania | |
| Victoria      | 4–0      | Tim Hague           | TKO (golpes)                      | UFC: Fight for the Troops 2            | 22 de enero de 2011      | 1     | 2:59   | Fort Hood, Texas        | |
| Victoria      | 3–0      | Joey Beltrán        | Decisión (unánime)                | UFC 119                                | 25 de septiembre de 2010 | 3     | 5:00   | Indianápolis, Indiana   | Pelea de la Noche.                                                                                  |
| Victoria      | 2–0      | Kimbo Slice         | TKO (golpes)                      | UFC 113                                | 8 de mayo de 2010        | 2     | 4:24   | Montreal                | |
| Victoria      | 1–0      | Marcus Jones        | KO (golpes)                       | The Ultimate Fighter 10 Finale         | 5 de diciembre de 2009   | 2     | 0:10   | Las Vegas, Nevada       | |